# Fuentelsaz de Soria
Fuentelsaz de Soria es un municipio y localidad española de la provincia de Soria, en la comunidad autónoma de Castilla y León. El término municipal, perteneciente al partido judicial de Soria y la comarca de Almarza, tiene una población de 64 habitantes (INE 2024). 

## Geografía

Término municipal de Fuentelsaz de Soria.

Se localiza a 15 km del centro de la capital soriana y está atravesado por la carretera N-111 entre los pK 238 y 241. 
El municipio, con un área de 26,34 km², comprende las pedanías de Aylloncillo y de Pedraza, así como la localidad de Portelrubio.
El relieve del municipio varía desde la parte más llana del sur, conocida como Los Llanos y que tiene una altura que ronda los 1050 m de altitud, hasta el suave ascenso del norte que se corona en el cerro de San Juan (1359 m). El pueblo se alza a 1090 m sobre el nivel del mar. 
| Noroeste: Almarza      | Norte: Almarza              | Noreste: Almarza, Los Villares de Soria |
| Oeste: Almarza, Garray |                             | Este: Los Villares de Soria             |
| Suroeste: Garray       | Sur: Fuentecantos, Buitrago | Sureste: Renieblas                      |

## Historia
El Censo de Pecheros de 1528, en el que no se contaban eclesiásticos, hidalgos y nobles, registraba la existencia 26 pecheros, es decir unidades familiares que pagaban impuestos.  En el documento original figura incluida en el Sexmo de San Juan.
A la caída del Antiguo Régimen la localidad se constituye en municipio constitucional en la región de Castilla la Vieja, partido de Soria que en el censo de 1842 contaba con 31 hogares y 126 vecinos. Hacia mediados del siglo XIX, el lugar tenía unas 32 casas. La localidad aparece descrita en el octavo volumen del Diccionario geográfico-estadístico-histórico de España y sus posesiones de Ultramar de Pascual Madoz de la siguiente manera:

FUENTE EL SAZ: l. con ayunt. en la prov. y part. jud. de Soria (3 leg.) , aud. terr. y c. g. de Burgos (27), dióc. de Osma (9 1/2): sit. en llano con libre ventilacion. Tiene 32 casas; escuela de instruccion primaria á cargo de un maestro dotado con una pequeña retribucion; una igl. parr. aneja de la de Fuentecantos. Confina el térm. N. Fuentelfresno; E. Ailloncillo; S. Fuentecantos, y O. Chavaler: dentro de él brota una fuente, de la que se forma un pequeño arroyuelo. El terreno es de regular calidad. caminos: los locales. correo: se recibe y despacha en la administracion de Soria. prod.: cereales y legumbres; se cria ganado lanar y vacuno para la agricultura. pobl.: 31 vec., 126 alm. cap. imp.: 18,809 rs. 16 mrs.
(Madoz, 1847, p. 219)

A mediados del siglo XIX crece el término del municipio porque incorpora a Aylloncillo y a Pedraza. Hasta la reforma de la nomenclatura municipal de 1916 el municipio se llamaba simplemente Fuentelsaz. En dicha fecha su nombre fue modificado por el de Fuentelsaz de Soria. A mediados del siglo XX crece el término del municipio porque incorpora a Portelrubio.

## Demografía
Cuenta con una población de 64 habitantes (INE 2024).
| Gráfica de evolución demográfica de Fuentelsaz de Soria entre 1842 y 2021 |
| |
| Población de derecho según los censos de población del INE Población de hecho según los censos de población del INEEn estos censos se denominaba Fuentelsaz: 1842, 1857, 1860, 1877, 1887, 1897, 1900 y 1910 Entre el censo de 1857 y el anterior, crece el término del municipio porque incorpora a 425008 (Aylloncillo) y 425083 (Pedraza) Entre el censo de 1950 y el anterior, crece el término del municipio porque incorpora a 42595 (Portelrubio) |

### Demografía reciente del núcleo principal
Fuentelsaz de Soria (localidad) contaba a 1 de enero de 2010 con una población de 27 habitantes, 23 hombres y 14 mujeres.
| Gráfica de evolución demográfica de Fuentelsaz de Soria (localidad) entre 2000 y 2010            |
|                                                                                                  |
| Población de derecho (2000-2010) según los censos de población del INE a 1 de enero de cada año. |

### Población por núcleos
| Núcleos             | Habitantes (2000) | Habitantes (2010) | Notas   |
| ------------------- | ----------------- | ----------------- | ------- |
| Fuentelsaz de Soria | 18                | 27                |         |
| Aylloncillo         | 7                 | 4                 | Pedanía |
| Pedraza             | 24                | 21                | Pedanía |
| Portelrubio         | 11                | 9                 |         |